# Guennadi Kostyrtchenko
Guennadi Vassilievitch Kostyrtchenko (en russe : Генна́дий Васи́льевич Костырче́нко) né à Moscou en septembre 1954, est un historien russe, docteur en science historique, chercheur en sciences politiques soviétique et en relations entre les peuples en URSS.

## Biographie
Guennadi Kostyrtchenko est né en 1954. En 1987, il présenta son mémoire d'accès au doctorat sur le sujet : Le Commissariat du peuple à l'industrie aéronautique à la veille et pendant la Seconde Guerre mondiale (1939—1945). En 2009, il défendit sa thèse de doctorat sur le thème : Leadership politique de l'URSS et les intellectuels d'origine juive (1936-1953).
Il travailla à l'Institut du marxisme-léninisme auprès du Comité central du Parti communiste de l'Union soviétique puis, après 1991, auprès de l'agence fédérale, service des archives de la fédération de Russie. Actuellement, il est collaborateur scientifique et collabore au sein de l'institut russe d'histoire, une des sections de l'Académie des sciences de Russie.
Pour son livre La Politique secrète de Staline. Pouvoir et antisémitisme La Fédération des communautés juives de Russie l'honora du titre de «Personnalité de l'année — 5762» («Pour ses recherches dans le domaine de la nouvelle histoire juive»).

## Domaine d'intérêt scientifique
- Le problème des nationalités en URSS.
- La politique de l'état soviétique par rapport à la population juive et à ses intellectuels.
- Histoire de l'industrie aéronautique soviétique.
- Système politique, répression, censure.

## Thèses controversées
Certaines des thèses mises en avant par Kostyrtchenko, provoquent des débats et des critiques. Ainsi, un certain nombre d'historiens sont en désaccord avec son affirmation selon laquelle il n'y a aucune raison de croire qu'en 1953, Staline aurait prévu la déportation massive des Juifs soviétiques
.

## Publications

### Problème des nationalités en URSS: théorie, histoire, historiographie
- (ru) Сталин и национальный вопрос в СССР // 50 лет без Сталина: наследие сталинизма и его влияние на историю второй половины ХХ / века. Материалы «круглого стола» 4 марта 2003 г. М.: ИРИ РАН, 2005. С. 85-97. (0,3 п.л.).

### Politique soviétique par rapport à la population juive et ses intellectuels
- (en)Out of the Red Shadows: Anti-Semitism in Stalin’s Russia. (американское издание «В плену у красного фараона») Amherst, Y, Prometheus Books, 1995, USA. 331 р.
- (fr) Prisonniers du Pharaon Rouge, Arles, "Solin-Actes SUD, 1998, France. 447 р.
- (en) An Anti-Semitic Case at the End of Stalin’s Rule // Jews in Russia and Eastern Europe (Jerusalem). 2003. № 2 (51). Р. 103—124. (2,1 п.л.).
- (en) Golda at the Metropol Hotel // Russian Studies in History. A Journal of Translations (USA). Vol. 43, # 2 / Fall 2004. P. 77-84. (0,3 п.л.).
- (en) The Abakumov-Shvartsman Case. A «Zionist Plot» in the Ministry of State Security Russian Studies in History. A Journal of Translations (USA). Vol. 43, # 2 / Fall 2004. P. 85- 98. (0,4 п.л.).
- (ru)Советско-польские отношения и еврейский вопрос. 1939—1957// Польша — СССР, 1945—1989: Избранные политические проблемы, наследие прошлого. М.: ИРИ РАН, 2005. С. 300—312. (0,5 п.л.).
- (ru)Национальный вызов сионистов и классовый ответ большевиков. Первые шаги советской власти в решении еврейского вопроса // Мировой кризис 1914—1920 годов и судьба восточноевропейского еврейства / Отв. ред. О. В. Будницкий. М.: РОССПЭН, 2005. С. 215—230. (0,5 п.л.).
- (en)Параистория. Заметки по поводу новой книги Дж. Брента и В.Наумова «Последнее преступление Сталина. Заговор против еврейских врачей, 1948—1953» // The Soviet and Post-Soviet Review (Idyllwild, Californie, USA). 2006. Vol. 31. № 2. P. 229—241. (0,9 п.л.).
- (de) Der staatliche Antisemitismus im Alltag der sowjetischen Nachtkriegzeit (Государственный антисемитизм в послевоенной советской повседневности) // Tauwetter, Eiszeit und gelekte Dialoge Russen und Deutsche nach 1945/ Hrsg. von K. Eimermacher und A. Volpert. Munich, Wilhelm Fink Verlag, 2006, p. 205-240. (2,3 п.л.).
- (en) The Genesis of Establishment Anti-Semitism in the USSR: the Black Years, 1948—1953 // Revolution, Repression and Revival: The Soviet Jewish Experience / Ed. By Z. Gitelman and Ya. Ro’i. Lanham (Maryland, USA): Rowman &Littlefield, 2007. P. 179—192. (1,1 п.л.).
- (ru)Тайная политика Хрущёва: власть, интеллигенция, еврейский вопрос — М.: Междунар. отношения, 2012. — 528 с.

### Histoire de l'industrie aéronautique soviétique
- (ru) Советское самолетостроение в годы Второй мировой войны (для книги к столетию русской авиации 2011 г. (2,2 п.л.).

### Système politique, répression, censure en URSS. 1937—1953.
- (de) Stalins ‘Propagandaminister’. Der Werdegang von Georgij Aleksandrov // FORUM fur osteuropaische Ideen und Zeitgeschichte. Heft 1, p. 119-136. Cologne, 1997. (1,1 п.л.).
- (ru)Научная конференция «Непростые шестидесятые… Экономика, политика, культура СССР и Восточной Европы». Moscou, 17-18 avril 2012 г. Доклад «Н. С. Хрущев и Союз писателей СССР: проблемы диалога власти и творческой интеллигенции»[4].